# Alice Franco
Pour les articles homonymes, voir Franco.
Alice Franco (née le 10 février 1989 à Asti) est une nageuse italienne, spécialiste des épreuves de nage en eau libre.

## Biographie
En 2011, elle obtient sa première médaille mondiale en terminant troisième (synonyme de médaille de bronze) derrière Ana Marcela Cunha et Angela Maurer lors des Championnats du monde de Shanghai.

## Palmarès

### Championnats du monde
- Médaille de bronze lors du 25 km aux Championnats du monde de natation 2011 à Shanghai

### Championnats d'Europe
- Médaille d'or lors du 25 km aux Championnats d'Europe de nage en eau libre 2011 à Eilat
- Médaille d'or lors du 25 km aux Championnats d'Europe de nage en eau libre 2012 à Piombino
- Médaille de bronze lors du 10 km aux Championnats d'Europe de nage en eau libre 2008 à Dubrovnik
- Médaille de bronze au 5 km contre-la montre aux Championnats d'Europe de nage en eau libre 2008 à Dubrovnik